# Arado Ar 231
Die Arado Ar 231 war ein deutsches U-Boot-gestütztes Erkundungsflugzeug der Arado Flugzeugwerke.

## Entwicklung
Entwickelt wurde das Flugzeug 1940 auf Anforderung der Kriegsmarine für den – letztlich nicht gebauten – U-Kreuzer vom Typ XI. Das Flugzeug war ein abgestrebter Hochdecker mit deutlicher Pfeilung in Ganzmetallbauweise. Um es auf einem U-Boot mitführen zu können, konnte das Flugzeug so gefaltet werden, dass es in einen Druckbehälter von 2 m Durchmesser passte. Dafür waren keine mechanischen Hilfsmittel erforderlich. Angetrieben wurde das Flugzeug von einem luftgekühlten Sechszylinder-Reihenmotor Hirth HM 501 A mit 160 PS. Im Sparflug war es mit der Ar 231 möglich, vier Stunden in der Luft zu bleiben, z. B. wenn das U-Boot unvorhergesehen tauchen musste.
Allerdings zeigte sich ab Windstärke 6 das Problem, dass das Flugzeug nicht an Bord gebracht werden konnte, ohne mit dem U-Boot zu kollidieren. Aus diesem Grund wurde der Bau nach vier Versuchsmustern abgebrochen. Als Ersatz für die Kriegsmarine diente der Erkundungstragschrauber Focke-Achgelis Fa 330.
Zwei Maschinen vom Typ Arado Ar 231 V3 und V4 wurden ab dem 10. Januar 1942 auf dem Handelsstörkreuzer Stier eingesetzt, erwiesen sich aber auch dort als untauglich.

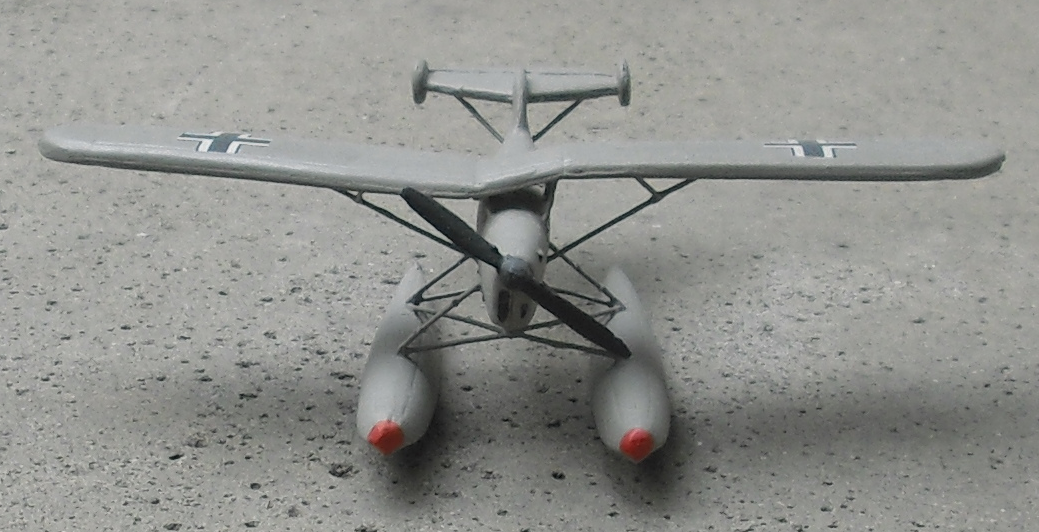
Charakteristische Tragfläche zum Einklappen

## Technische Daten
| Kenngröße             | Daten                                                                           |
| --------------------- | ------------------------------------------------------------------------------- |
| Besatzung             | 1 Pilot/Beobachter                                                              |
| Länge                 | 7,81 m                                                                          |
| Spannweite            | 10,18 m                                                                         |
| Höhe                  | 3,12 m                                                                          |
| Flügelfläche          | 15,20 m²                                                                        |
| Flügelstreckung       | 6,8                                                                             |
| Flächenbelastung      | 69,1 kg/m²                                                                      |
| Leistungsbelastung    | 6,5 kg/PS                                                                       |
| Leermasse             | 833 kg                                                                          |
| Rüstmasse             | 868 kg                                                                          |
| Zuladung              | 182 kg                                                                          |
| Startmasse            | 1050 kg                                                                         |
| Höchstgeschwindigkeit | 170 km/h                                                                        |
| Marschgeschwindigkeit | 130 km/h                                                                        |
| Steigzeit             | 6,0 min auf 1000 m Höhe                                                         |
| Dienstgipfelhöhe      | 3000 m                                                                          |
| Reichweite            | 500 km                                                                          |
| max. Flugdauer        | 4:20 h                                                                          |
| Triebwerk             | 1 × luftgekühlter Sechszylinder-Reihenmotor Hirth HM 501 A, 160 PS (ca. 120 kW) |
| Bewaffnung            | –                                                                               |